# ガルフストリーム IV

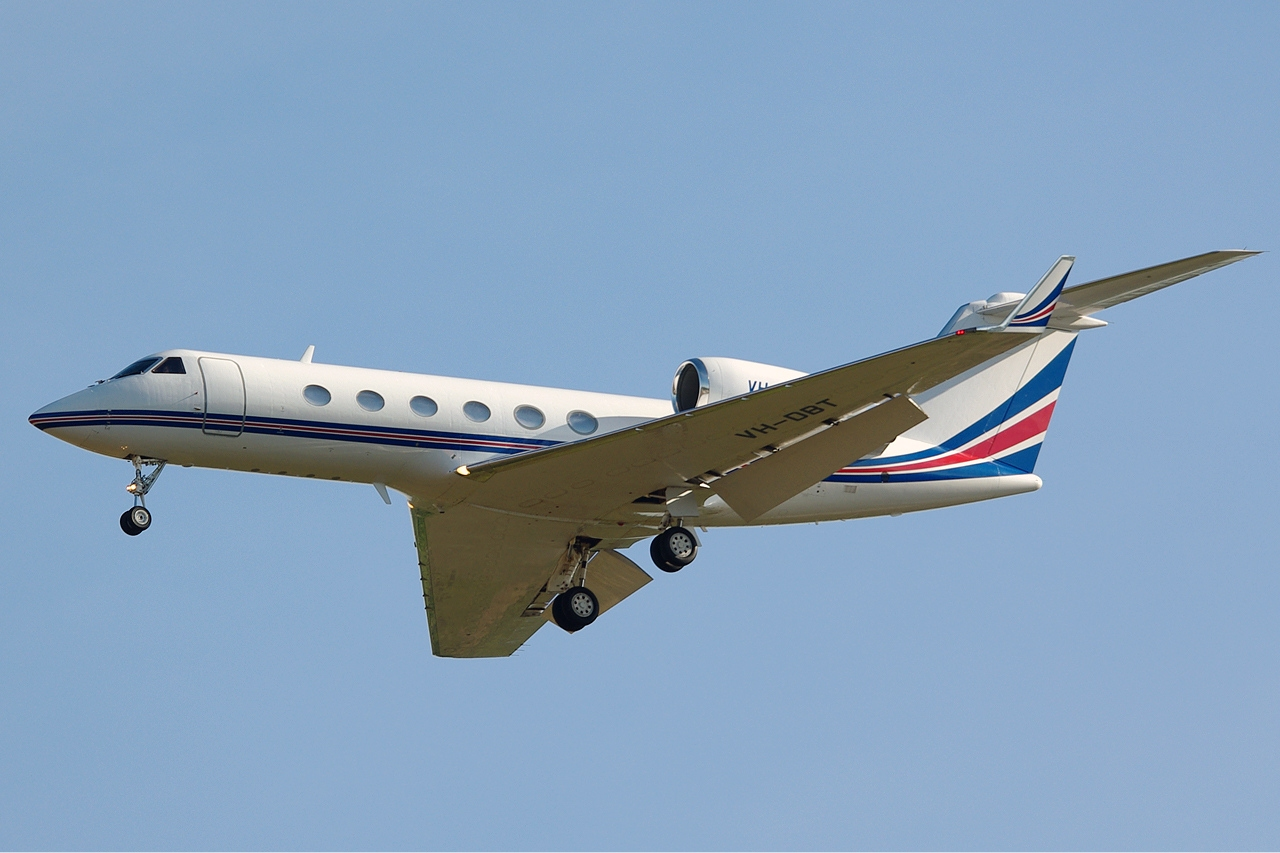
ガルフストリーム IV-SP

ガルフストリーム IV（Gulfstream IV）は、ガルフストリーム・エアロスペースが開発・製造していた双発ビジネスジェット機。1985年に初飛行、2002年まで生産された。
日本の航空自衛隊もU-4多用途支援機として採用している。

## 概要
双発のジェットビジネス機であり、概要は前作ガルフストリーム IIIと同等のT字尾翼と後退角の主翼を持つ機体である。主翼端にはウィングレットがあり、エンジンは胴体後部に2基装備している。
開発は1983年より開始された。初飛行は1985年9月11日。ガルフストリーム IIIと全幅は同じであるものの、主翼構造は見直され、複合材の使用により軽量化がなされている。水平尾翼が拡大され、操縦特性が改善された。胴体も1.4m延長され、キャビン容量が拡大している。エンジンは、ロールス・ロイス テイ Mk.611-8 ターボファンエンジンとなり、最大速度がIIIより向上している。アビオニクス面では、コックピットがデジタル化されグラスコックピットとなった。
改良型としてIV-SP、G300、G350、G400、G450が作られている。生産終了となる2002年までに約500機が作られた。

## 派生型

### G450

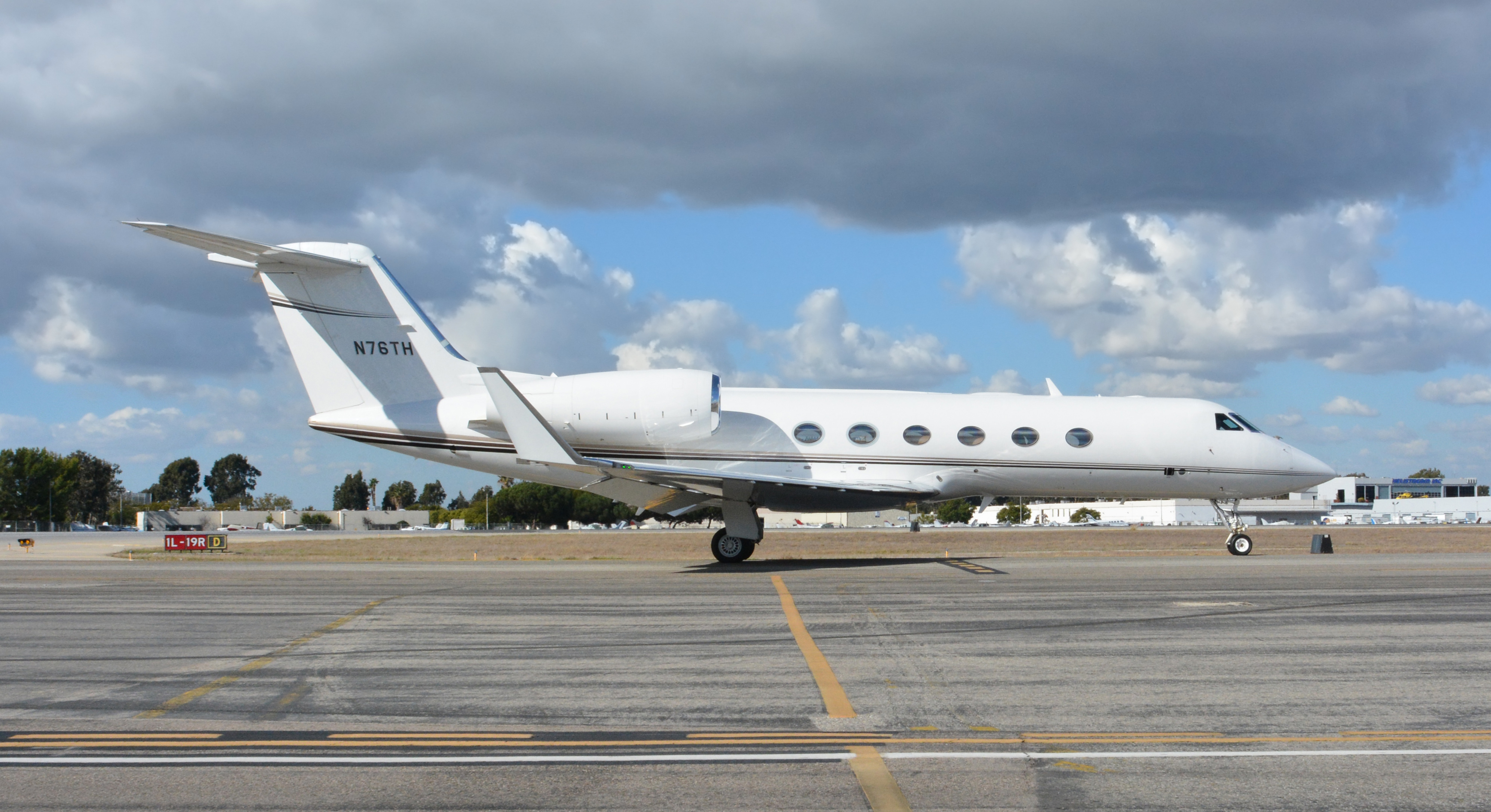
G450

ガルフストリーム G450は、大型で長距離用途の双発ビジネスジェットである。GIVシリーズ (GIV/GIV-SP/G400) の後継として2001年に開発が始まった。2003年4月30日に試験機が初飛行した後、10月6日に一般に公表された。G450は2004年8月12日にFAAの型式証明を受け、初号機が2005年5月7日にアメリカのオーナーに納入された。
G450はG400よりも航続距離が463 km (250海里) 伸び、高温・高高度での離陸性能も改善した。外見の違いはドア位置の変更と胴体が30cm伸ばされたことぐらいであるが、機内は大きく改良された。G450は、PlaneViewTMコックピットや電力系統、キャビン環境制御システムなど、多くのシステムにG550のものを使っており、信頼性や快適性が向上した。PlaneViewTMコックピットは、従来のブラウン管ディスプレイ6台を14インチ液晶ディスプレイ4台に置き換えるもので、パイロットは飛行に必要なデータを認識しやすくなる。また、赤外線カメラの映像をヘッドアップディスプレイに映し出すEVS(エンハンスト・ビジョン・システム)により、パイロットの状況認識が改善され、夜間や荒天時でも安全に飛行できるようになる。操縦免許 (型式限定) はG550と同じなので、G450かG550のどちらかの免許を持つパイロットは両モデルを操縦できる。
G450の最終機は2018年1月19日に顧客に引き渡された。1987年に初代GIVの納入が始まってから30年、2005年にG450の納入が始まってから12年が経ち、GIVシリーズの生産は幕を閉じた。このクラスは新設計のガルフストリーム G500が後を継ぐ予定である。G450は365機、GIVシリーズ全体では900機超が生産された。

### G350
ガルフストリーム G350は、大型で中距離用途の双発ビジネスジェットである。2004年2月23日に公表され、同年11月1日にFAA（アメリカ連邦航空局）の型式証明を受け、2005年6月30日に初号機が納入された。
G350は、G450の広さや信頼性は欲しいが、G450ほどの航続距離は必要としない顧客をターゲットとしていた。G350はG450と機体サイズが同じで、操縦系統やPlaneViewTMコックピット、エンジン、キャビン、荷物室などを共有している。また、G350とG450はパイロットの型式限定は同じである。G450との違いは、航続距離が短いことと、EVS(エンハンスト・ビジョン・システム)やヘッドアップディスプレイなどが標準装備ではなくオプション設定になっていることである。
G350の生産機数は、わずか11機であった。

## 性能・諸元 (ガルフストリーム IV)
出典: Lambert, Mark (1991). Jane's All the World's Aircraft 1991-92. Jane's Publishing Company Ltd.. pp. 410-411. ISBN 978-0710609656
諸元
- 乗員: 2～3名
- 定員: 14～19名
- ペイロード: 907 kg （2,000 lb）
- 全長: 26.92 m （88 ft 4 in）
- 全高: 7.57 m （24 ft 10 in）
- 翼幅: 23.72 m（77 ft 10 in）
- 翼面積: 88.29 m2 （950.39 sq ft）
- 空虚重量: 14,651 kg （32,300 lb）
- 運用時重量: 19,278 kg （42,500 lb）
- 最大離陸重量: 33,203 kg （73,200 lb）
- 動力: R&RテイMk.611-8 ターボファンエンジン、61.6 kN （13,850 lbf）  × 2基

性能
- 巡航速度: 　
  - 最大: 943 km/h（509ノット）
  - 標準: 850 km/h（459ノット; マッハ0.80）
- 失速速度: 200 km/h （108ノット） ※MTOW・フラップ下げ時
- 航続距離: 7,820 km （4,220 nmi） ※NBAA規程IFR予備燃料搭載、乗客8名
- 実用上昇限度: 13,715 m （45,000 ft）
- 離陸滑走距離: 1,609 m （5,280 ft）
- 着陸滑走距離: 1,032 m （3,386 ft）

- アビオニクス: 航空無線機、気象レーダーなど

## 採用国(軍/政府機関)
アメリカ合衆国

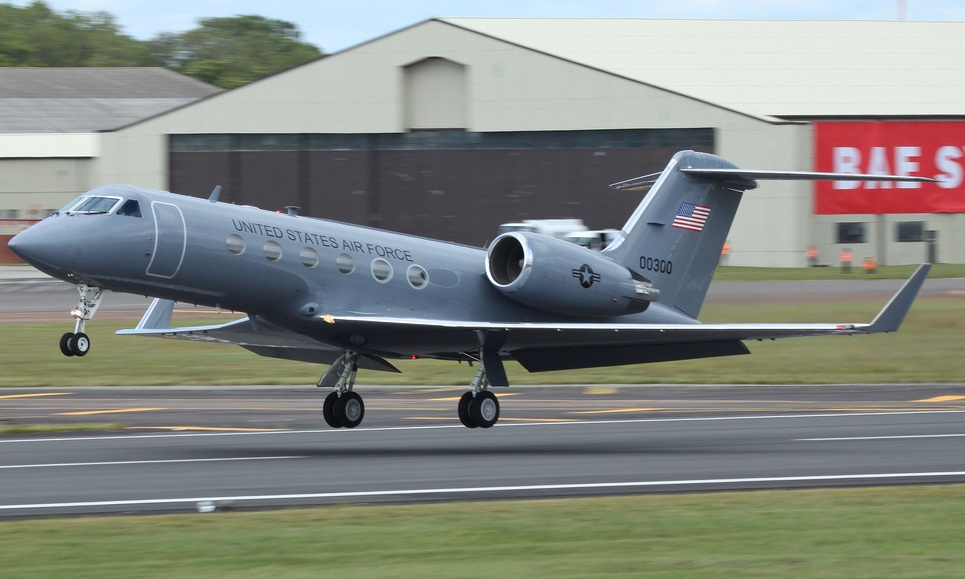
アメリカ空軍のC-20H

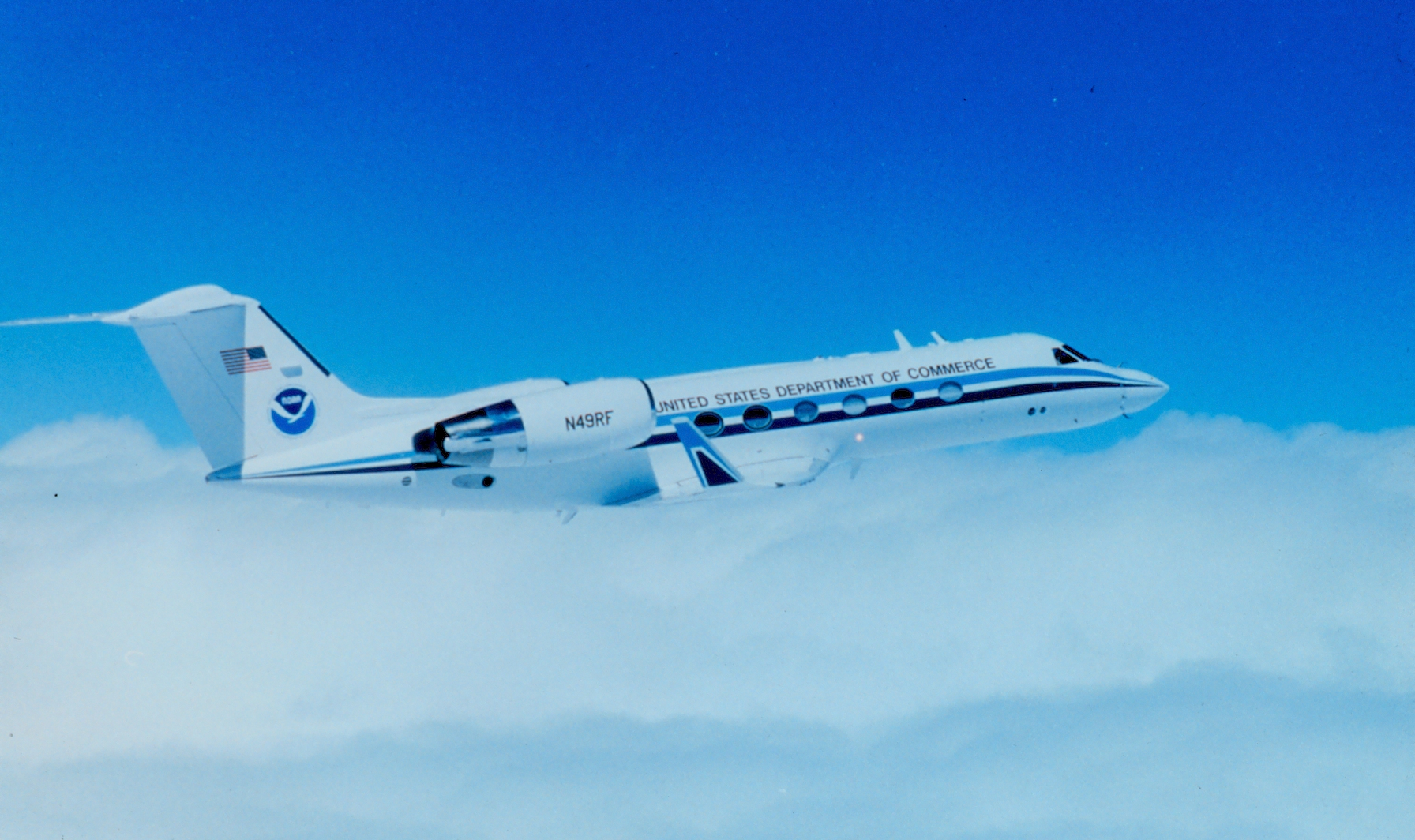
NOAAのハリケーン・ハンター

- アメリカ軍：4軍共通のVIP輸送機としてC-20F/G/H/Jの名称で採用。
- アメリカ海洋大気庁（NOAA）：気象観測機(ハリケーン・ハンター)として独自改修機を1機運用。

 ブルネイ
 ボツワナ
 コートジボワール
 チリ
 エジプト
 ガボン
- ガボン空軍 - 2024年時点で、1機のガルフストリーム IV-SPを保有[8]。

 インド
 アイルランド
 ヨルダン
 マレーシア
 メキシコ
 オランダ
 パキスタン
- パキスタン空軍  - 2023年時点で、2機のガルフストリーム IV-SPを保有[9]。

 サウジアラビア
 スウェーデン
- スウェーデン国防電波局のシギント機S102Bコルペン（Korpen）として2機採用。VIP輸送機としてもTP102として運用している。

 トルコ
 ウガンダ
 ベネズエラ
 日本

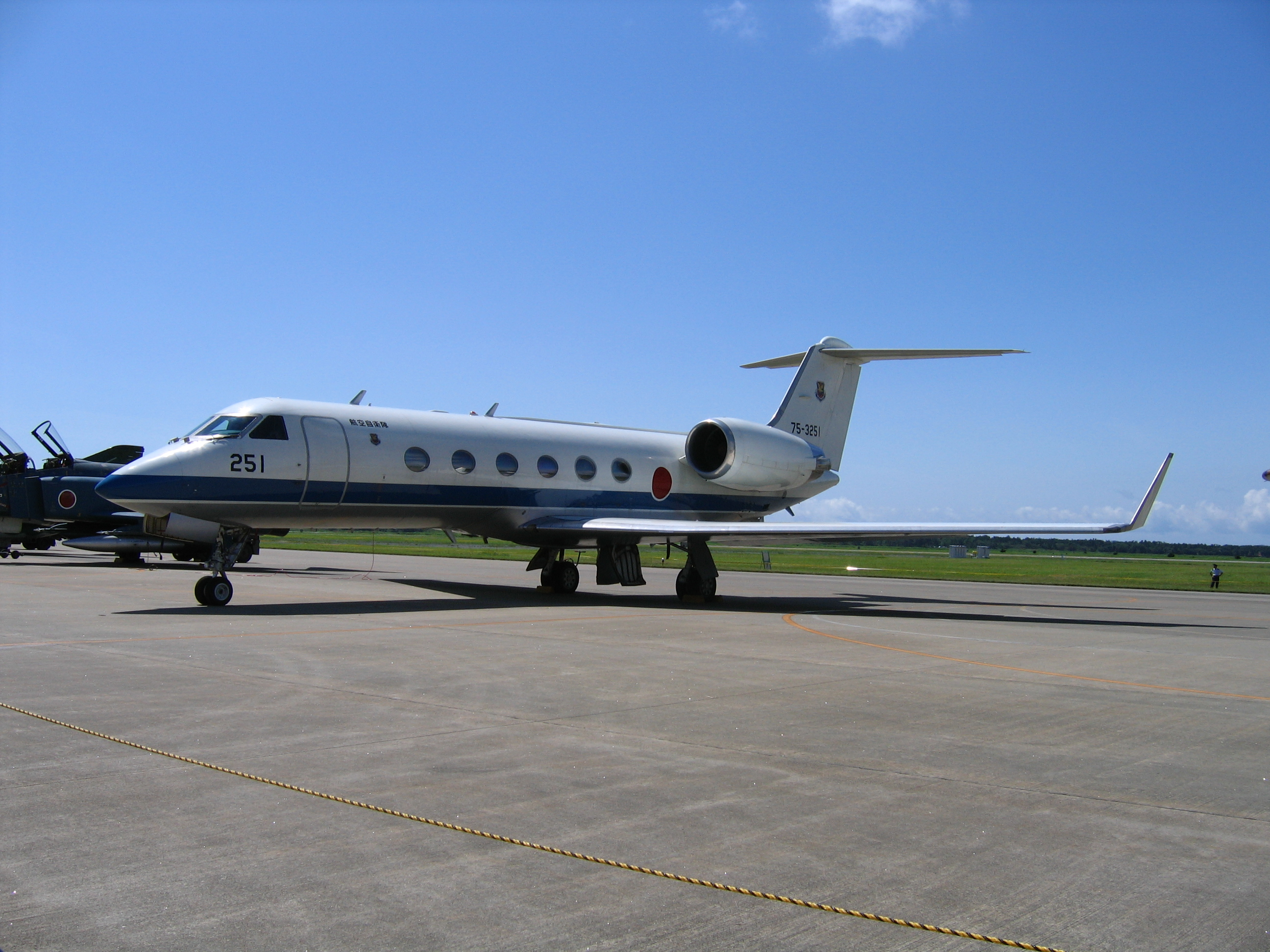
航空自衛隊のU-4多用途支援機

- 航空自衛隊：B-65の後継となるU-4多用途支援機として、1995年（平成7年）以降2008年までに5機を導入し、入間基地の中部航空方面隊司令部支援飛行隊と第2輸送航空隊第402飛行隊に配備した[10]。前部胴体右側に貨物ドアが設置されている。首相などの要人が政務で短距離を移動する際に、要人輸送の任務に就くこともしばしばある（主に国内間、災害発生時の被災地視察などの際が多い）[10]。また、2008年に開催された北京オリンピックの際には、福田康夫首相（当時）が同年8月8日に行われた開会式への往来手段としてU-4を使用した。従来、首相の海外訪問の際には北京のような近距離の地域であっても政府専用機が用いられてきたため、U-4が首相の海外訪問に用いられるケースは初めてのことであり、また、政府専用機以外の自衛隊機が中国の空港に着陸するケースも、このU-4が初めての事例であったためにメディアから注目された[11][12]。
- 国土交通省航空局：飛行検査機として2機を導入(JA001G、JA002G)[13]（2018年11月までに移転登録または抹消登録で退役。）。